# دبرا وینگر
دبرا وینگر (انگلیسی: Debra Winger؛ زاده ۱۶ مهٔ ۱۹۵۵) هنرپیشه اهل ایالات متحده آمریکا است. وی از سال ۱۹۷۶ میلادی تاکنون مشغول فعالیت بوده‌است.

## گزیده فیلم‌شناسی
- گاوچران شهری
- سلحشوران
- ای. تی. موجود فرازمینی
- شرایط مهرورزی
- یک افسر و یک جنتل‌من
- آسمان سرپناه
- ساخت بهشت
- خیانت
- سرزمین سایه‌ها
- رادیو
- مدح
- ریچل ازدواج می‌کند
- بویچویر
- جهش ایمان
- بیوه سیاه
- پاریس را فراموش کن
- لولا در مقابل

## جوایز و افتخارات
- کاندیدای اسکار بهترین بازیگر نقش اول زن برای فیلم سرزمین سایه‌ها در سال 1993
- کاندیدای اسکار بهترین بازیگر نقش اول زن برای فیلم شرایط مهرورزی در سال 1984
- کاندیدای اسکار بهترین بازیگر نقش اول زن برای فیلم یک افسر و یک جنتل‌من در سال 1983